# Socha svatého Jana Nepomuckého (Velké Heraltice)
Socha svatého Jana Nepomuckého se nachází v obci Velké Heraltice v okrese Opava v Moravskoslezském kraji, na křižovatce na Opavské ulici ze směru na Sádek před budovou Obecního úřadu.
Jedná se o barokní pískovcovou sochu neznámého autora, která je od roku 1964 kulturní památkou. Postava sv. Jana Nepomuckého je umístěna na hranolovém podstavci se znakem cisterciáckého velehradského kláštera (tomu v letech 1694–1767 heraltické panství patřilo a cisterciáci také v roce 1751 založili zdejší Kostel Neposkvrněného početí Panny Marie) a s chronogramem; její vznik je datován mezi lety 1734–1736.
Světec je zpodobněn tehdy obvyklým způsobem  – v mírně esovitě prohnutém postoji, v kanovnickém pláštíku s biretem v pravé ruce, levicí přidržuje kříž. Kolem nepokryté hlavy byla původně kovaná svatozář s pěti hvězdami.